# Associazione Calcio Marzoli Pro Palazzolo 1948-1949
Questa voce raccoglie le informazioni riguardanti l'Associazione Calcio Marzoli Pro Palazzolo nelle competizioni ufficiali della stagione 1948-1949.

## Rosa
| N. |                   | Ruolo | Calciatore          |
| -- | ----------------- | ----- | ------------------- |
|    | Italia (bandiera) | C     | Angelo Bonazzi      |
|    | Italia (bandiera) | A     | Pierluigi Birolini  |
|    | Italia (bandiera) | A     | G. Borra            |
|    | Italia (bandiera) | D     | Innocente Brambilla |
|    | Italia (bandiera) | D     | Callegari           |
|    | Italia (bandiera) | P     | Pietro Dentella     |
|    | Italia (bandiera) | C     | S. Donadoni         |

| N. |                   | Ruolo | Calciatore      |
| -- | ----------------- | ----- | --------------- |
|    | Italia (bandiera) | D     | Elio Mussinelli |
|    | Italia (bandiera) | C     | Pietro Rebuzzi  |
|    | Italia (bandiera) | C     | G. Rossi        |
|    | Italia (bandiera) | D     | Sala            |
|    | Italia (bandiera) | A     | Arnaldo Salvi   |
|    | Italia (bandiera) | A     | G. Svanetti     |
|    | Italia (bandiera) | D     | A. Tambini      |